# Indumentaria tradicional de Gales

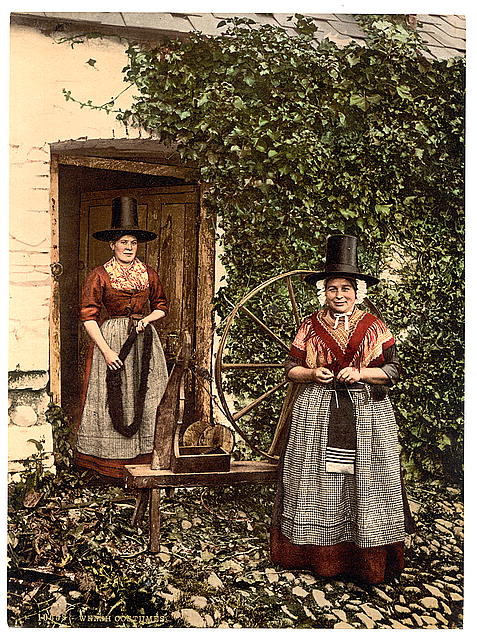
Una foto de finales del de mujeres vestidas con un traje de Gales rural.

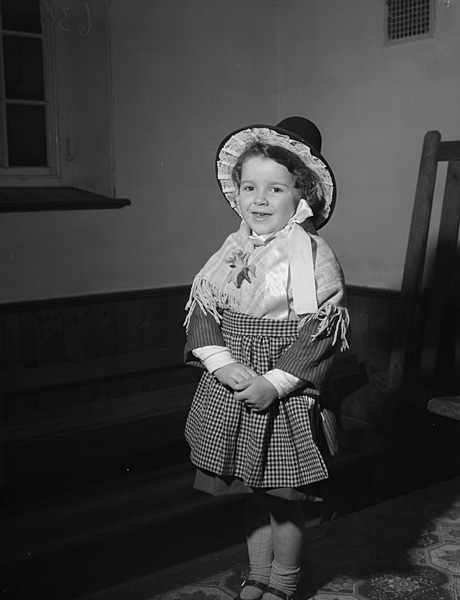
Niña vestida con la indumentaria tradicional de Gales, durante el Día de San David en Barmouth. Autor Geoff Charles (1960).

La indumentaria tradicional de Gales (galés: Gwisg Gymreig draddodiadol) fue usado por las mujeres rurales en Gales. Muchos de los visitantes ingleses que recorrieron Gales a finales del siglo XVIII y principios del XIX lo identificaron como diferente del que llevaban las mujeres rurales de Inglaterra. Es muy probable que lo que usaran fuera la supervivencia de un traje paneuropeo propio de las mujeres rurales trabajadoras. Esto incluía una versión de la indumentaria usada originalmente por la nobleza en los siglos XVII y XVIII, una prenda de vestir que sobrevivió en Gales por más tiempo que en otras partes de Gran Bretaña. El único sombrero galés, que apareció por primera vez en la década de 1830, se utilizó como un icono de Gales desde la década de 1840.
Es probable que la indumentaria galesa comenzara como un traje rural —con variaciones regionales dentro de Gales— y que llegara a ser reconocido como un traje tradicional por las esposas e hijas de los agricultores más acomodados, que lo llevaban en ocasiones especiales y cuando iban al mercado a vender sus productos.
A partir de la década de 1880, cuando el traje tradicional dejó de ser de uso general, algunos elementos seleccionados del mismo se adoptaron como «Traje Nacional». A partir de entonces fue usado por las mujeres en eventos como las visitas reales, los coros, la iglesia y la capilla, para las fotografías y ocasionalmente en el eisteddfod. Fue usado por primera vez por las niñas como una celebración en el día de San David justo antes de la Primera Guerra Mundial. El traje es ahora reconocido como el traje típico de Gales.

## Historia

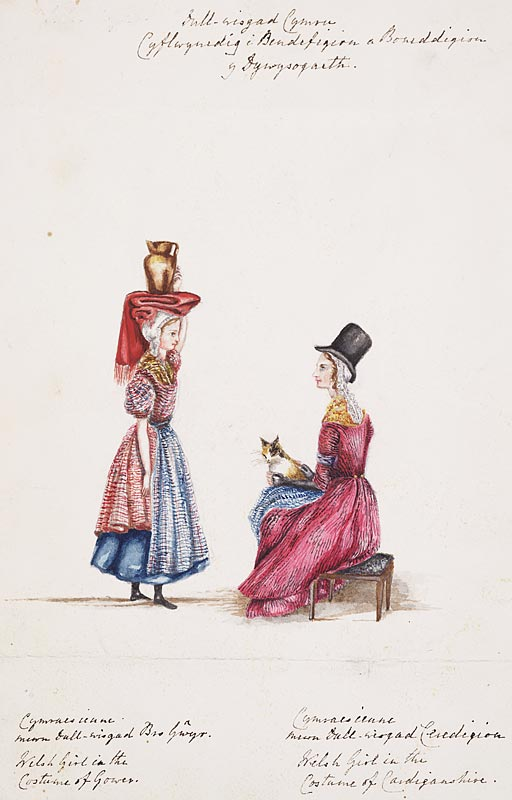
Un estudio del traje tradicional galés en partes de Gower (izquierda) y Cardiganshire (derecha).

Muy pocas pruebas de la vestimenta tradicional galesa sobreviven antes de alrededor de 1770 cuando los primeros turistas llegaron a Gales y registraron en palabras e imágenes los trajes que llevaban las mujeres. Observaron que las mujeres de las zonas rurales de Gales llevaban un traje distintivo que variaba de un lugar a otro. Las mujeres de las ciudades y las que vivían cerca de la frontera galesa-inglesa o cerca de los puertos más concurridos ya llevaban la moda inglesa, a menudo hecha de algodón.
Durante el decenio de 1830, algunos miembros de la nobleza, especialmente Augusta Hall —más tarde Lady Llanover— de Llanover, cerca de Abergavenny, registraron y trataron de preservar algunas tradiciones galesas, incluida la indumentaria. Los grabados de trajes de partes de Gales que ella pudo haber encargado no tuvieron una amplia distribución. Algunos de ellos se publicaron en un artículo en 1951. Esta fue la primera vez que se publicaron desde la década de 1830. Su aparente influencia en el traje galés fue muy exagerada tras la publicación en 1963 de un artículo sobre el traje de los campesinos galeses y esto causó la incomprensión general de que ella era la responsable de inventar o preservar el traje tradicional galés. Desde entonces, muchos escritores asumieron que ella tuvo una gran influencia en el uso del traje galés por parte de las mujeres rurales de Gales durante el siglo XIX, lo que, se suponía, llevó a la creación de un traje nacional pero hay muy pocas pruebas de ello.

### Orígenes del traje nacional

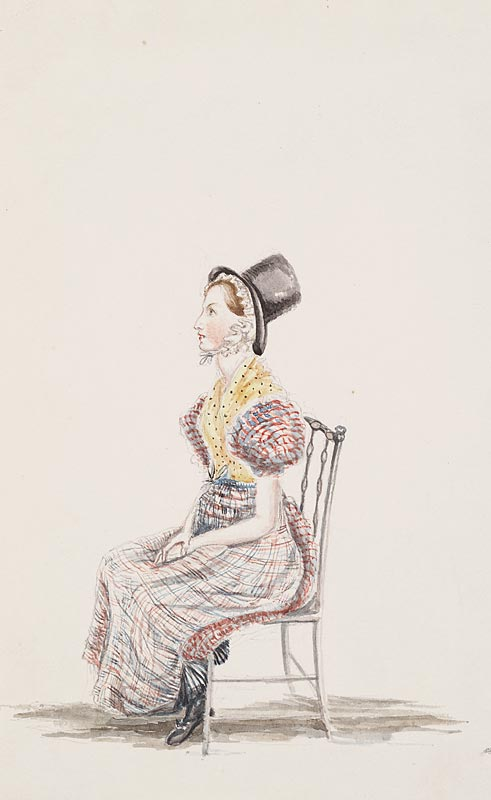
Una de las acuarelas de indumentaria galesa de Augusta Hall, 1830.

Aunque el traje tradicional dejó de ser de uso común a mediados del siglo XIX, todavía lo llevaban algunas mujeres en el mercado y para eventos especiales. Hubo llamadas para que el traje galés se reviviera y se usara en los grandes eventos nacionales, especialmente en las visitas reales. En 1834, Augusta Hall escribió un ensayo premiado para el eisteddfod de Monmouthshire y Glamorganshire celebrado en Cardiff, sin embargo, contiene muy poco sobre el traje, y nada sobre los trajes nacionales. En la década de 1840, Hall organizó bailes en los que sus amigas llevaban trajes basados en el conjunto de láminas de moda que ella pudo haber encargado, pero estaban hechos de satén, no de lana.
La adopción del traje coincidió con el crecimiento del nacionalismo galés, donde la industrialización de gran parte del sur de Glamorgan se consideraba una amenaza para el modo de vida agrícola tradicional. El traje nacional hecho de lana galesa se consideró, por tanto, como una declaración visual de la identidad galesa. Durante una visita del Príncipe de Gales a Swansea en 1881, la indumentaria galesa fue vestida por varias mujeres jóvenes, incluyendo los miembros de un coro.
A partir de la década de 1880, tanto las versiones antiguas como las modernas del traje fueron usadas por los artistas en los conciertos y en el eisteddfodau, por los titulares de los puestos en los eventos de recaudación de fondos y para las visitas reales. El número de mujeres que usaban el traje galés de esta manera siempre era pequeño pero su uso era lo suficientemente notable como para mencionarlo en los informes de tales eventos. Algunas de las que lo llevaban podían ser los miembros más jóvenes de las nuevas familias de clase media que podían permitirse el dinero para comprar los trajes y el tiempo para asistir a tales eventos. Aunque había poco estímulo para llevar trajes en estos eventos, de los pocos que lo hacían se hablaba a menudo con orgullo.
Para algunos, llevar el traje galés después del decenio de 1880 fue un intento de mantener la tradición; para otros, tenía que ver con la identidad y la nacionalidad galesas y posiblemente con el intento de distinguirse de los ingresos tanto en lo que vendían en el mercado como en el hecho de que muchos de ellos probablemente hablaran galés; para unos pocos, tenía que ver con la comercialización de los negocios tradicionales, especialmente el tejido. Hay pocas pruebas que apoyen la sugerencia de que el traje galés se usaba únicamente para complacer a los visitantes, pero es posible que esto ocurriera. Las jóvenes que adoptaron el traje para eventos especiales a partir de la década de 1880 se consideraban el espíritu de Nueva Gales y el traje se asoció con el éxito, especialmente después de que el Coro de Damas Galesas, vestido con el traje galés, ganó un premio en el Eisteddfod de la Exposición Mundial Colombina en 1893 y pasó a cantar para la reina Victoria y a actuar en conciertos por todo el Reino Unido.

### El traje moderno

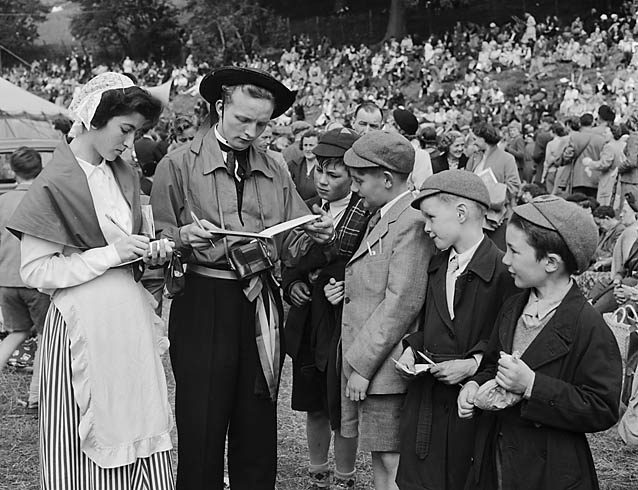
1954: Festival Internacional de Llangollen.

El moderno traje que llevan las niñas el día de San David, que solía estar confeccionado por las madres con trajes antiguos, se encuentra disponible en el mercado. El diseño, los colores y el uso del encaje —que muy raramente se asoció con el traje galés durante el siglo XIX—, pueden muy bien derivarse de trajes hechos especialmente para los que compiten en el Eisteddfodau Internacional de Llangollen, establecido en 1947, y otros eventos en los que los bailarines requieren un traje cómodo y práctico que fuera distinto de los que llevaban los representantes de otras naciones. El traje que ahora generalmente llevan los equipos de baile se basa en los vestidos a medida que se encontraban originalmente en el suroeste de Gales.

## Elementos del traje galés

### Componentes

#### La bata o camisón

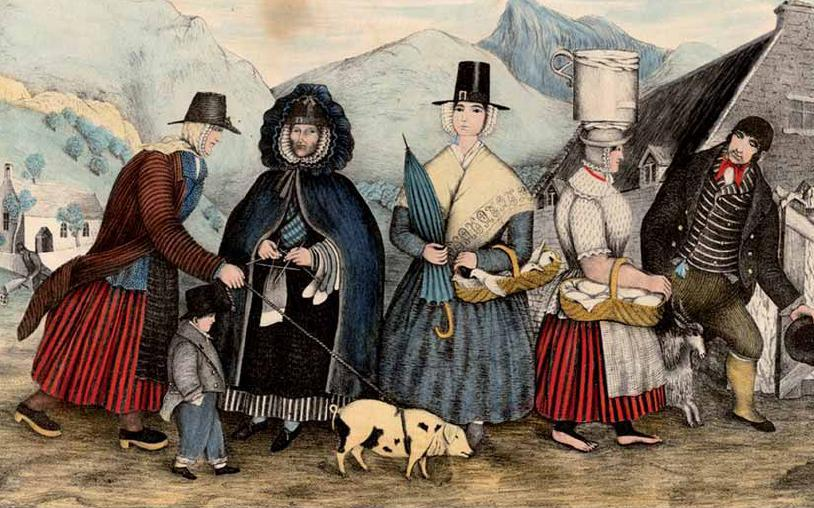
Welsh Fashions Taken on a Market Day in Wales ("Modas galesas tomadas en un día de mercado en Gales") (R. Griffiths, 1851).

El rasgo más distintivo del traje galés, aparte del sombrero, es la bata corta o «bata de cama». Aunque ambos se han denominado a menudo «batas o camisones» —deletreados de diversas maneras en galés, más comúnmente ahora como betgwn— el término bata se utiliza también para la prenda de cola larga, hecha a medida.
1. Una forma de sastre con una parte superior escotada ajustada y una larga y ancha cola Estas eran comunes en Cardiganshire (Ceredigion) y Carmarthenshire y posiblemente en partes de la región central de Gales y a menudo estaban hechas de franela roja con de franjas azules o negras muy oscuras, que se obtenían localmente.(Ver ilustración de Welsh Fashions Taken on a Market Day in Wales).
2. Una bata de cama suelta en forma de T. La forma de T se encontró en el noroeste y sudeste de Gales; a menudo eran de algodón estampado.[13]
3. Una chaqueta de cola más corta, de tela lisa, usada en Pembrokeshire.

#### La falda y la enagua
Normalmente eran de franela gruesa con rayas verticales u ocasionalmente horizontales de colores vivos, a menudo rojos y azul oscuro o blanco y negro.

#### La capa o manto
Eran largos y a menudo tenían grandes capuchas —para cubrir el sombrero galés—. Los mantos de lana azul eran mucho más comunes que los rojos en gran parte de Gales hasta la década de 1860.

#### El chal
Había variedad de chales que se usaban en Gales.

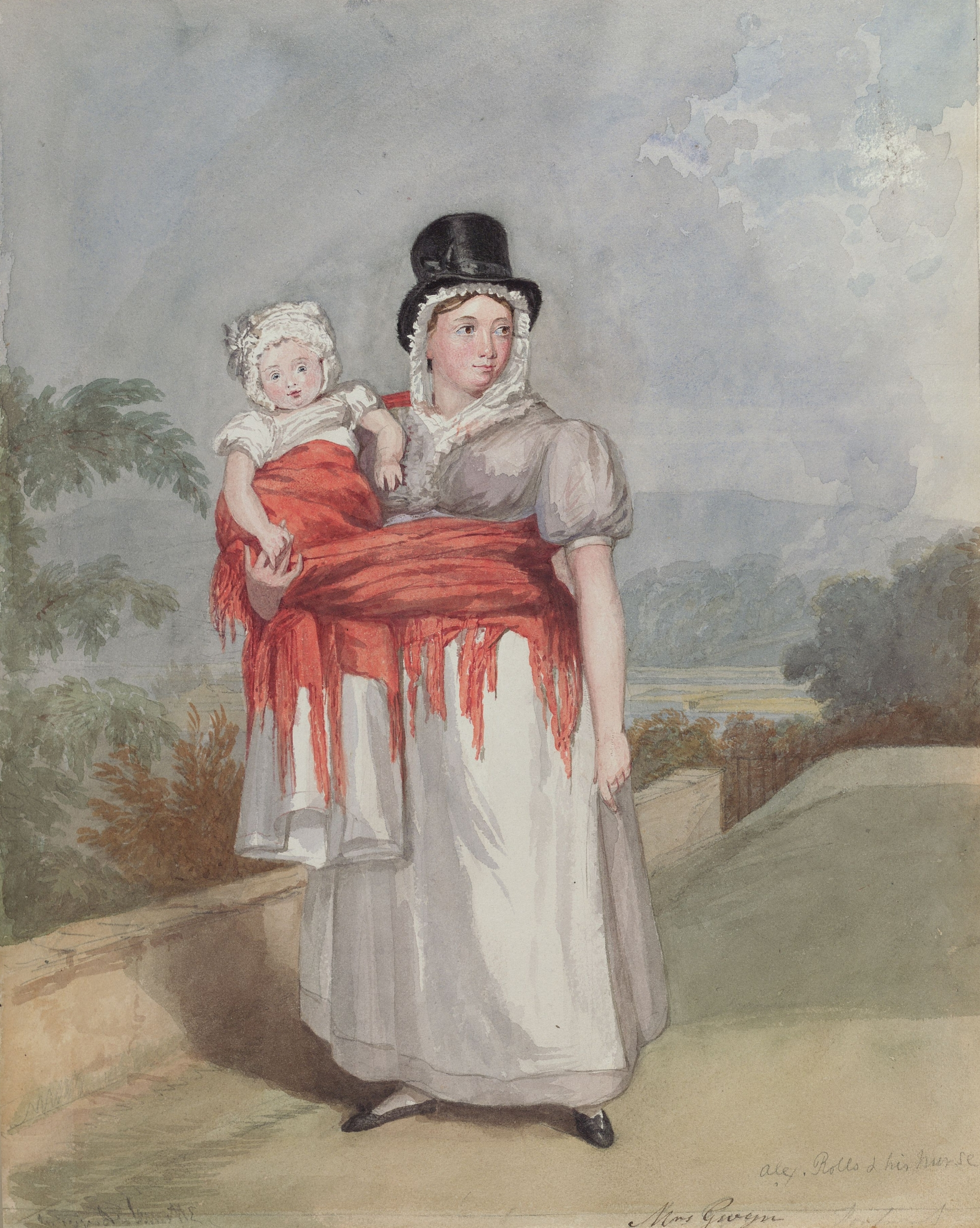
Indumentaria tradicionak galesa con «chal de lactante».

1. Mantón cuadrado: de lana en colores naturales con flecos alrededor. Se usaba doblado para formar un triángulo o un rectángulo y se usaba sobre los hombros.
2. De rotación: algunos de los chales estampados más finos se hicieron con dos bordes adyacentes cosidos boca arriba en una cara y al revés en los otros dos bordes, de modo que cuando el chal se doblaba en diagonal, ambos aparecían boca arriba.
3. Whittle: grandes chales de lana rectangulares o cuadrados con largos flecos que se llevaban alrededor de la cintura y se usaban para llevar pan u otras provisiones. A veces también se usaban como un manto sobre los hombros. Muchos de ellos eran blancos o crema y ocasionalmente rojos. Parece que eran más comunes en el sur de Gales. Una versión pequeña de lana roja se usaba alrededor de los hombros en el norte de Pembrokeshire y se dice que fue usada por mujeres que ayudaron a repeler a los franceses durante la última invasión de Gran Bretaña.
4. Chal de lactante: un gran chal cuadrado con largos flecos en todos los lados, hecho de lana natural blanca o crema se llevaba alrededor del hombro y la cintura para sujetar a un bebé, liberando las manos para realizar otras tareas. Parece que se usaba en todo Gales, pero ocasionalmente se encontraba en las comunidades de expatriados galeses y se siguió usando hasta los años sesenta y principios de los setenta.
5. Chal de Paisley: los mantones medianos y grandes de lana, seda o algodón estampado estaban decorados con brillantes patrones de Cachemira o Paisley. Muchos tenían flecos. Aunque se cree que estos eran una parte esencial del traje galés, la mayoría eran caros y probablemente solamente se usaban en ocasiones muy especiales.

#### El pañuelo
A veces denominado fichu, el pañuelo era un trozo de tela cuadrado, normalmente de algodón o lino estampado, que se llevaba alrededor del cuello y se introducía en la parte superior del vestido o bata, también se llevaba sobre la cabeza como un pañuelo de cabeza.

#### El delantal
El delantal era a menudo de colores naturales de blanco a través de crema y gris a negro, en patrones de cuadros.

#### Las medias
Muchas mujeres pasaban mucho tiempo tejiendo medias, pero la mayoría se vendían para la exportación. Antes de 1850, muchas mujeres rurales caminaban descalzas hacia y desde el mercado, o usaban medias sin pies.

#### La gorra

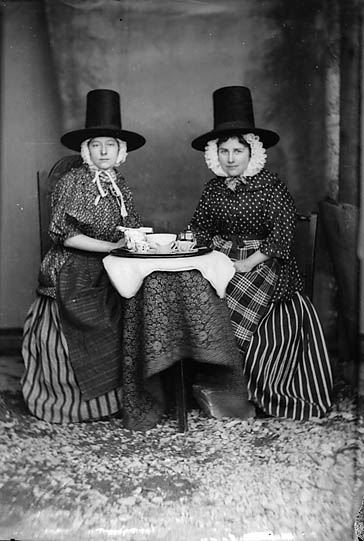
Dos mujeres con el tradicional traje tomando el té, (c. 1875).

También conocida como la «gorra de la mafia», la gorra era una cubierta de lino o algodón con telas dobladas gofradas alrededor de la cara. Algunos tenían largas orejeras que colgaban del frente por debajo del nivel de los hombros.

#### El sombrero galés
Los rasgos distintivos de los sombreros galeses son el ala ancha, rígida y plana y la corona alta. Había dos formas principales de corona: los de forma de tambor se usaban en el noroeste de Gales y los que tenían coronas ligeramente afiladas se encontraban en el resto de Gales. Probablemente estaban hechos originalmente de fieltro —conocido como «castor», pero no necesariamente de piel de castor—, pero la mayoría de los ejemplos supervivientes son de felpa de seda —también conocida a veces como «castor»— sobre una base de bucarán rígida. Un tercer tipo de sombrero, conocido como sombrero de «berberecho», se usaba en la zona de Swansea.

### Traje de hombre en Gales
El traje que llevaban los hombres y los niños en Gales rara vez se ilustraba o describía porque era muy similar al que llevaban los hombres en Inglaterra. Consistía en un chaleco —a menudo de colores vivos—; una chaqueta a menudo de lana azul o gris; un pañuelo; un par de pantalones; medias de lana y un sombrero de fieltro negro, como un bombín o uno con una corona baja en forma de tambor con un ala ancha y flexible.

### Traje de la burguesía en Gales

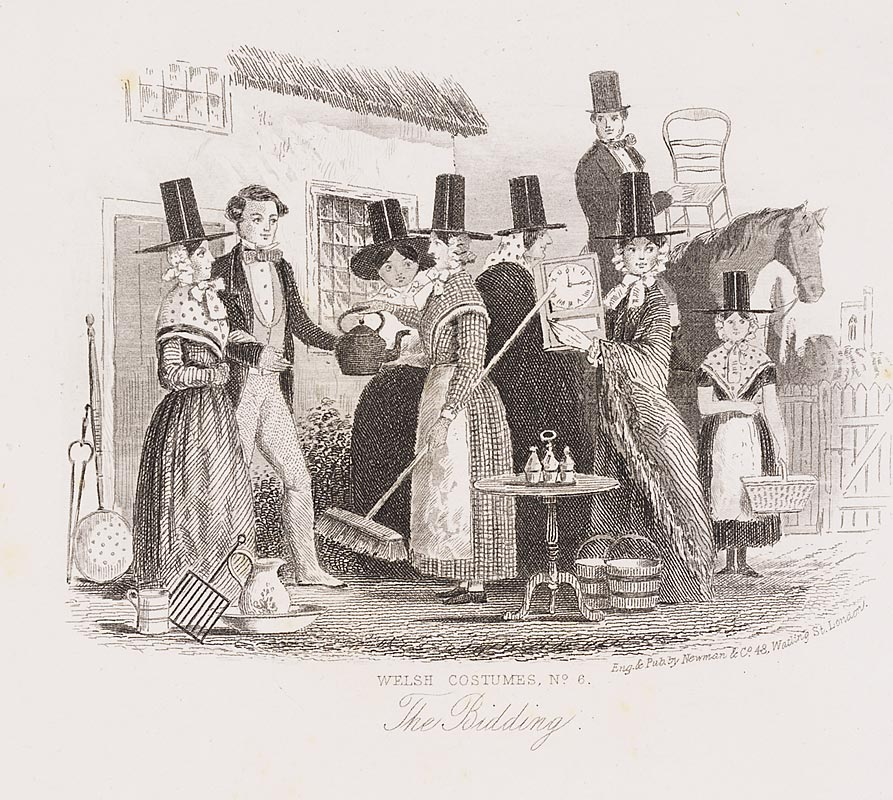
Grupo con indumentaria tradicional galesa en 1830.

La mayoría de la alta sociedad seguramente usaron la última moda que compraron a través de agentes de París y Londres o de sastres locales que leían los artículos sobre la moda que la mayoría de los periódicos publicaban.

## Evidencia

### Descripciones escritas
Durante los siglos XVIII y XIX se escribieron más de 80 000 palabras de descripciones de trajes galeses, en su mayoría por hombres ingleses de mediana edad y clase media, pero con algunas excepciones, las descripciones de mujeres tienden a ser largas y detalladas y probablemente fiables. Hay pocas descripciones en galés o por galeses en inglés, sin embargo pueden verse las descripciones de T. J. Llewelyn Pritchard en su novela Twm Sion Catti. Casi no se han encontrado registros de lo que pensaban las mujeres que usaban los trajes tradicionales.
Mucho de lo que se escribió sobre el traje tradicional galés fue influenciado por las ideas preconcebidas del observador: muchos de los visitantes de Gales a finales del siglo XVIII vinieron en busca de lo pintoresco y de un Edén o Arcadia y esto puede haber coloreado lo que registraron. A menudo se deleitaban al descubrir que muchas de las mujeres que veían estaban sanas, felices y bonitas y llevaban un traje que era distinto del de las criadas inglesas.

### Imágenes y fotografías

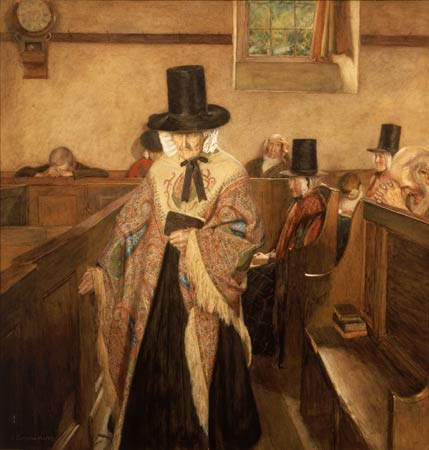
La acuarela Salem de Sydney Curnow Vosper de 1908 es una de las imágenes más reconocidas del traje tradicional galés.

Hay unas 700 imágenes fechadas entre 1770 y 1900 en las que se muestra claramente el traje galés y hay un número similar de fotografías de principios del siglo XX, en su mayoría postales, algunas basadas en fotografías anteriores mientras que otras eran cómicas. Muchas de estas imágenes de la vestimenta galesa se comercializaron como recuerdos de Gales y ayudaron a preservar el concepto de que había algo único en la vestimenta galesa. La mayoría de las fotografías fueron «puestas en escena» por los fotógrafos y las mujeres a menudo llevaban sus propios trajes antiguos o tomaban prestado un conjunto del fotógrafo como en el ejemplo anterior «Dos mujeres con traje nacional bebiendo té» que es una de las 80 fotografías tomadas por John Thomas (1838-1905) de mujeres jóvenes que llevaban una selección de prendas de tres conjuntos de trajes que él guardaba.

### Traje de supervivencia
Hay unos pocos trajes galeses sobrevivientes en museos y colecciones privadas. La mayoría de ellos están guardados en el Museo Nacional de Historia de San Fagans cerca de Cardiff y en el Museo de la Ceredigión en Aberystwyth. Son muy difíciles de datar y la fuente de los tejidos originales es a menudo desconocida.

### Muñecas

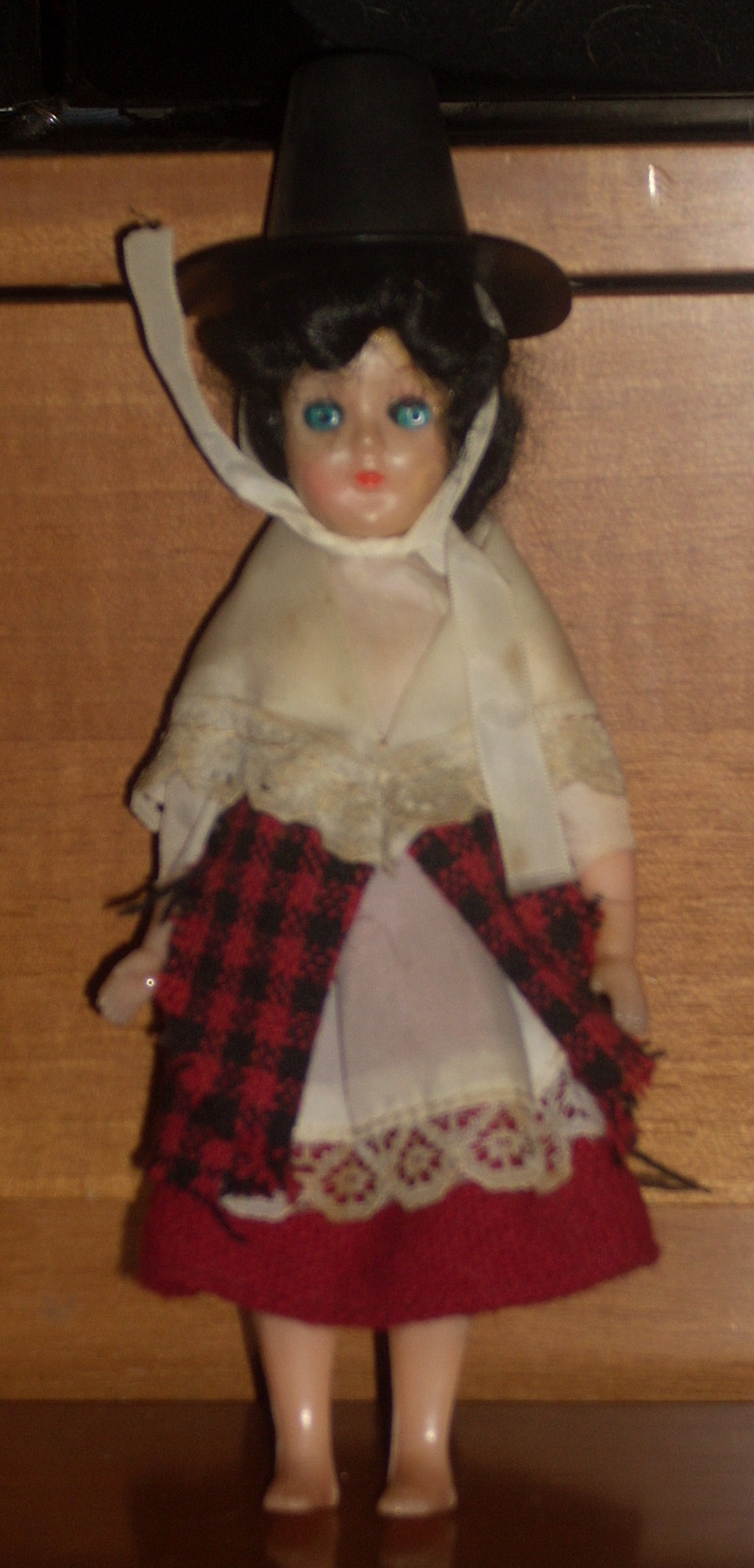
Muñeca con traje tradicional galés.

Se conocen unas ochenta muñecas del siglo XIX vestidas con un traje galés. Muchas tienen telas genuinas de trajes galeses, que pueden ser las telas más antiguas de su tipo que hayan sobrevivido. Casi todas las mujeres de la familia real desde la visita de la princesa (más tarde reina) Victoria en 1832 recibieron una muñeca vestida con un traje galés cuando visitaron Gales. Esto demuestra que incluso en esta temprana fecha, el traje galés se consideraba algo especial, y se comercializaba junto con estampados de los trajes.

## Galería

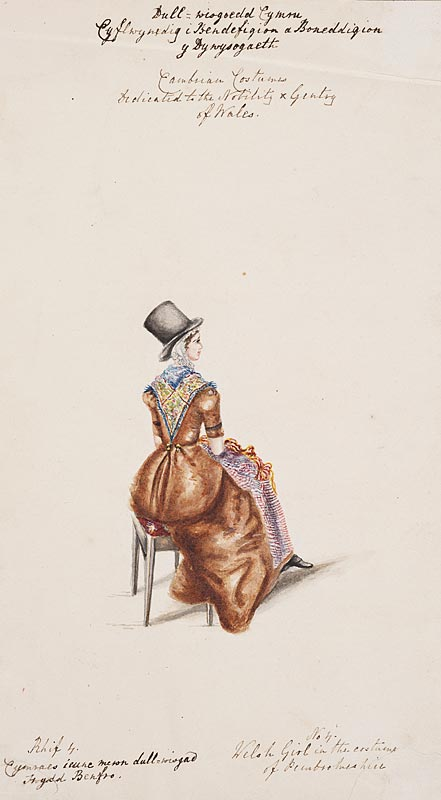
1830; Pembroke.
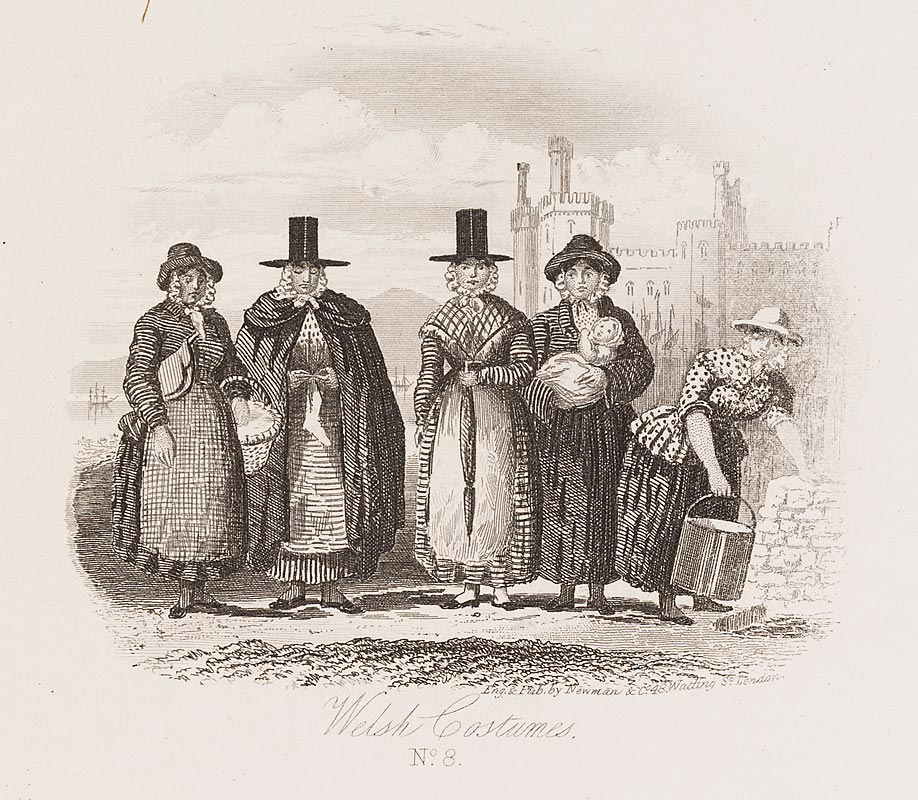
1850 o 1860; Gwent.
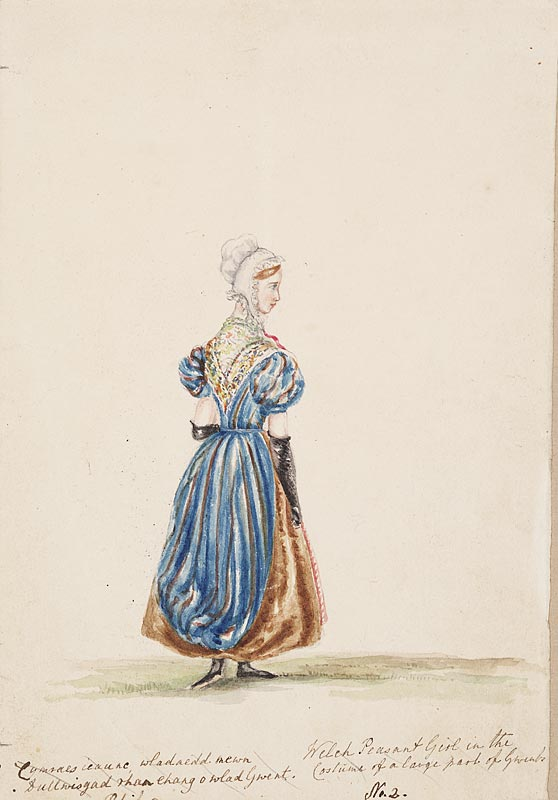
1830; Gwent.
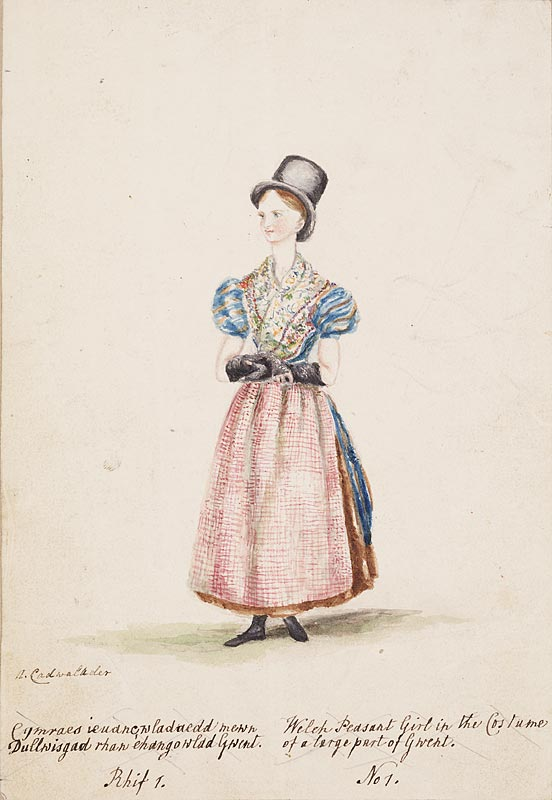
1830; Gwent.